# Rhodocoma gracilis
Rhodocoma gracilis är en gräsväxtart som beskrevs av Hans Peter Linder och Vlok. Rhodocoma gracilis ingår i släktet Rhodocoma och familjen Restionaceae. Inga underarter finns listade i Catalogue of Life.